# Torblende

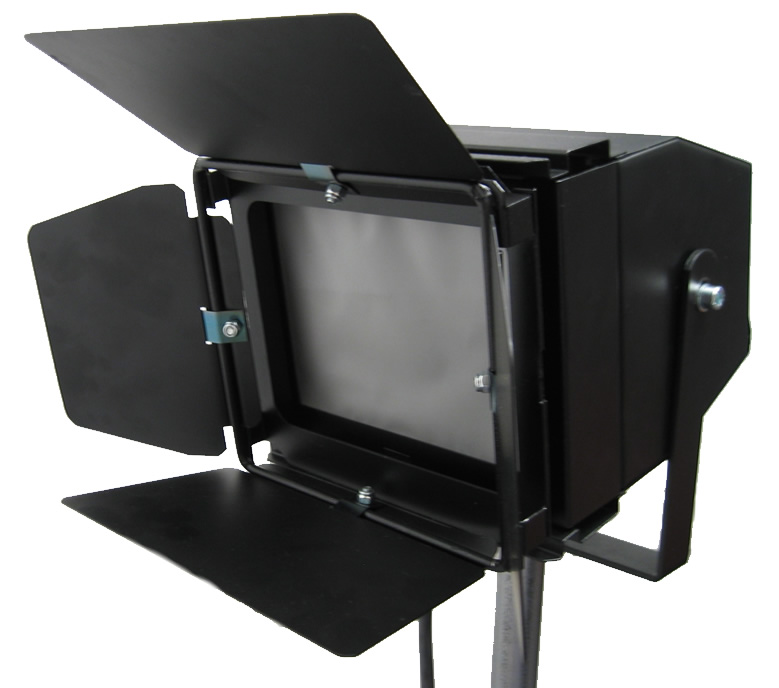
Ein Scheinwerfer mit einer Flügeltorblende

Eine Torblende (im Beleuchterjargon „Scheunentor“ genannt) ist eine flügelähnliche Metallblende, die an Scheinwerfern angebracht ist, um den Lichtkegel zu brechen oder einzugrenzen. Damit kann die Beleuchtung auf ein Objekt beschränkt werden, danebenliegende Objekte bleiben unbeleuchtet. Torblenden werden in der Veranstaltungstechnik, besonders im Theaterbereich, verwendet.
Torblenden sind gerade für die Bühnenbeleuchtung von Theaterproduktionen unverzichtbar, da nur mit ihrer Hilfe eine trennscharfe Abgrenzung von ausgeleuchteten und nicht ausgeleuchteten Bühnenbereichen möglich ist. So muss im Theater oft genau bis zu einer Kulissenkante Licht sein, direkt daneben Schatten.